# Тетраедр Ґурси

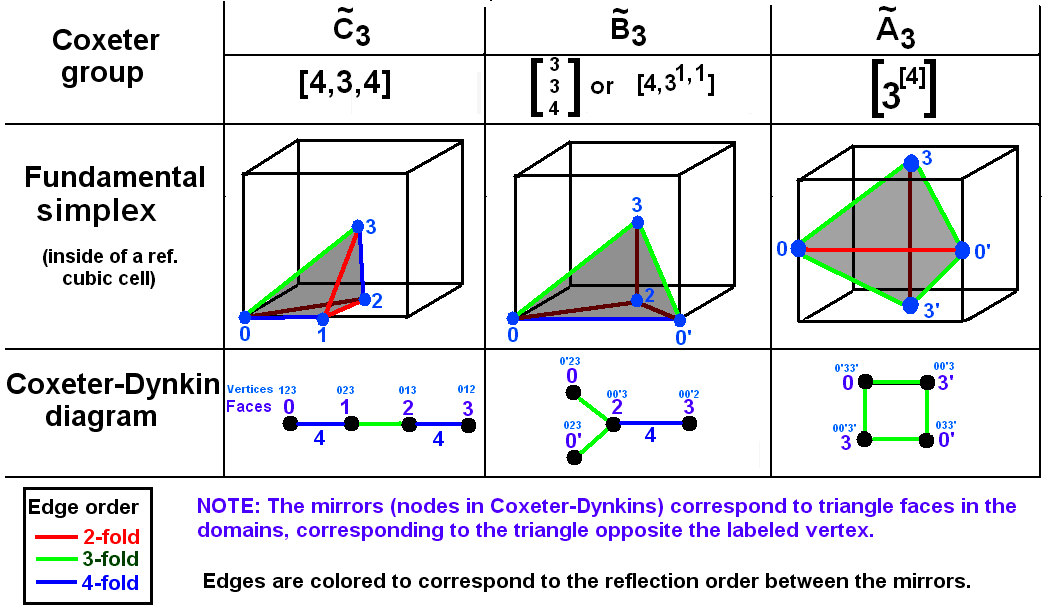
Для евклідового 3-простору існує 3 прості та пов'язані тетраедри Ґурси, представлені як [4,3,4], [4,3^{1,1}] і [3^{[4]}]. Їх можна побачити всередині як точки на кубі та всередині нього, {4,3}.

У геометрії тетра́едр Ґурси́ — тетраедрична фундаментальна область побудови Вітгоффа. Кожна грань тетраедра представляє гіперплощину відображення на 3-вимірних поверхнях: 3-сфери, евклідового 3-вимірного простору і гіперболічного 3-вимірного простору. Коксетер назвав їх на честь Едуара Ґурси, який першим розглянув ці області. Це розширення теорії трикутників Шварца для побудов Вітгоффа на сфері.

## Графічне подання
Тетраедр Ґурси можна подати графічно тетраедричним графом, який є двоїстою конфігурацією тетраедра фундаментальної області. На графі кожен вузол представляє грань (дзеркало) тетраедра Ґурси. Кожне ребро позначено раціональним значенням, яке відповідає порядку відбиття, тобто, рівне π/двогранний кут.
4-вузлова діаграма Коксетера — Динкіна представляє цей тетраедричний граф із прихованими ребрами порядку 2. Якщо багато ребер мають порядок 2, групу Коксетера можна подати дужковою нотацією.
Існування вимагає, щоб кожен із 3-вузлових підграфів цього графа (pqr), (pus), (qtu) і (rst) відповідав трикутнику Шварца.

## Розширена симетрія
| </img> |
| Симетрія тетраедра Ґурси може бути тетраедричною симетрією будь-якої підгрупи симетрії, показаної в цьому дереві, з підгрупами нижче з індексами підгруп, позначеними на кольорових ребрах. |

Розширена симетрія тетраедра Ґурси є напівпрямим добутком симетрії групи Коксетера та симетрії фундаментальної області (тетраедр Ґурси в цих випадках). Нотація Коксетера підтримує цю симетрію, оскільки подвійні дужки, такі як [Y[X]], означають повну симетрію групи Коксетера [X], де Y є симетрією тетраедра Ґурси. Якщо Y — чиста відбивна симетрія, група представлятиме іншу групу дзеркал Коксетера. Якщо існує лише одна проста симетрія подвоєння, Y може бути неявним, як [[X]] із відбивною або обертовою симетрією, залежно від контексту.
Нижче також наведено розширену симетрію кожного тетраедра Ґурси. Найвища можлива симетрія — це симетрія правильного тетраедра [3,3], і вона виникає в призматичній точковій групі [2,2,2] або [2[3,3]] і паракомпактній гіперболічній групі [3[3,3]].

## Розв'язки в цілих числах
У наступних розділах показано всі розв'язки тетраедра Ґурси в цілих числах на 3-сфері, в евклідовому 3-просторі та гіперболічному 3-просторі. Також наведено розширену симетрію кожного тетраедра.
Кольорові тетраедальні діаграми, наведені нижче, являють собою вершинні фігури для всезрізаних многогранників і стільників із кожного виду симетрії. Позначки ребер представляють порядок полігональних граней, що дорівнює подвоєному порядку розгалуження графа Коксетера. Двогранний кут ребра, позначеного 2n, дорівнює π/n. Жовті ребра, позначені цифрою 4, походять від дзеркальних вузлів під прямим кутом (не з'єднаних) на діаграмі Коксетера.

### 3-сферні (скінченні) розв'язки

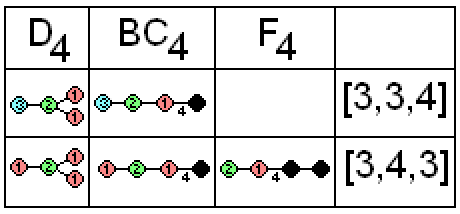
Ізоморфізми скінченних груп Коксетера

Розв'язки для 3-сфери з густиною 1 такі (Однорідні 4-політопи):
| Група Коксетера та діаграма | [2,2,2] ·                   | [p,2,2] ·                | [p,2,q] ·                 | [p,2,p] ·                          | [3,3,2] ·               | [4,3,2] ·        | [5,3,2] ·        |
| Порядок групи симетрії      | 16                          | 8p                       | 4pq                       | 4p2                                | 48                      | 96               | 240              |
| Симетрія тетраедра          | [3,3] (порядок 24)          | [2] (порядок 4)          | [2] (порядок 4)           | [2+,4] (порядок 8)                 | [ ] (порядок 2)         | [ ]+ (порядок 1) | [ ]+ (порядок 1) |
| Розширені симетрії          | [(3,3)[2,2,2]] · =[4,3,3] · | [2[p,2,2]] · =[2p,2,4] · | [2[p,2,q]] · =[2p,2,2q] · | [(2+,4)[p,2,p]] · =[2+[2p,2,2p]] · | [1[3,3,2]] · =[4,3,2] · | [4,3,2] ·        | [5,3,2] ·        |
| Порядок розширених симетрій | 384                         | 32p                      | 16pq                      | 32p2                               | 96                      | 96               | 240              |

| Тип графа                                             | Лінійний                | Лінійний                    | Лінійний                     | Лінійний                    | Трилистий                    |
| ----------------------------------------------------- | ----------------------- | --------------------------- | ---------------------------- | --------------------------- | ---------------------------- |
| Група Коксетера і діаграма                            | Пентахорний · [3,3,3] · | Гексадекахорний · [4,3,3] · | Ікоситетрахорний · [3,4,3] · | Гексакосихорний · [5,3,3] · | Демітесерактний · [31,1,1] · |
| Вершинна фігура всезрізаних однорідних многогранників |                         |                             |                              |                             |                              |
| Тетраедр                                              |                         |                             |                              |                             |                              |
| Порядок групи симетрії                                | 120                     | 384                         | 1152                         | 14400                       | 192                          |
| Симетрія тетраедра                                    | [2]+ (порядок 2)        | [ ]+ (порядок 1)            | [2]+ (порядок 2)             | [ ]+ (порядок 1)            | [3] (порядок 6)              |
| Розширена симетрія                                    | [2+[3,3,3]] ·           | [4,3,3] ·                   | [2+[3,4,3]] ·                | [5,3,3] ·                   | [4,3,3] ·                    |
| Порядок розширених симетрій                           | 240                     | 384                         | 2304                         | 14400                       | 384                          |

### Евклідові (афінні) 3-просторові розв'язки

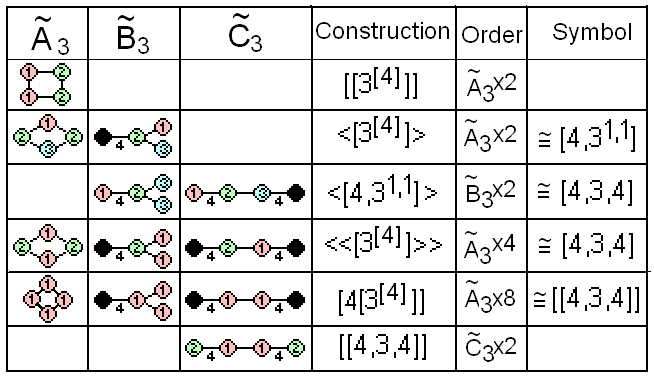
Евклідові ізоморфізми групи Коксетера

Розв'язки щільності 1: опуклий однорідний стільник:
| Тип графа                             | Лінійний Ортосхема | Трилистий Плагіосхема    | Кільце Циклосхема               | Призматичний            | Призматичний     | Призматичний             | Вироджений                    |
| ------------------------------------- | ------------------ | ------------------------ | ------------------------------- | ----------------------- | ---------------- | ------------------------ | ----------------------------- |
| Група Коксетера Діаграма Коксетера    | [4,3,4] ·          | [4,31,1] ·               | [3[4]] ·                        | [4,4,2] ·               | [6,3,2] ·        | [3[3],2] ·               | [∞,2,∞] ·                     |
| Вершина фігура всезрізаних стільників |                    |                          |                                 |                         |                  |                          |                               |
| Тетраедр                              |                    |                          |                                 |                         |                  |                          |                               |
| Симетрія тетраедра                    | [2]+ (порядок 2)   | [ ] (порядок 2)          | [2+,4] (порядок 8)              | [ ] (порядок 2)         | [ ]+ (порядок 1) | [3] (порядок 6)          | [2+,4] (порядок 8)            |
| Розширена симетрія                    | [(2+)[4,3,4]] ·    | [1[4,31,1]] · =[4,3,4] · | [(2+,4)[3[4]]] · =[2+[4,3,4]] · | [1[4,4,2]] · =[4,4,2] · | [6,3,2] ·        | [3[3[3],2]] · =[3,6,2] · | [(2+,4)[∞,2,∞]] · =[1[4,4]] · |

### Компактні гіперболічні 3-просторові розв'язки
Розв'язки щільності 1: (Однорідні рівномірні стільники в гіперболічному просторі)
| Група Коксетера Діаграма Коксетера         | [3,5,3] ·         | [5,3,4] ·          | [5,3,5] ·         | [5,31,1] ·               |                    |        |        |
| Вершина фігура всезрізаних стільників      |                   |                    |                   |                          |                    |        |        |
| Тетраедр                                   |                   |                    |                   |                          |                    |        |        |
| Симетрія тетраедра                         | [2]+ (порядок 2)  | [ ]+ (порядок 1)   | [2]+ (порядок 2)  | [ ] (порядок 2)          |                    |        |        |
| Розширена симетрія                         | [2+[3,5,3]] ·     | [5,3,4] ·          | [2+[5,3,5]] ·     | [1[5,31,1]] · =[5,3,4] · |                    |        |        |
| Тип графа                                  | Кільце            | Кільце             | Кільце            | Кільце                   | Кільце             | Кільце | Кільце |
| Група Коксетера Діаграма Коксетера         | [(4,3,3,3)] ·     | [(4,3)2] ·         | [(5,3,3,3)] ·     | [(5,3,4,3)] ·            | [(5,3)2] ·         |        |        |
| Vertex figures of omnitruncated honeycombs |                   |                    |                   |                          |                    |        |        |
| Тетраедр                                   |                   |                    |                   |                          |                    |        |        |
| Симетрія тетраедра                         | [2]+ (порядок 2)  | [2,2]+ (порядок 4) | [2]+ (порядок 2)  | [2]+ (порядок 2)         | [2,2]+ (порядок 4) |        |        |
| Розширена симетрія                         | [2+[(4,3,3,3)]] · | [(2,2)+[(4,3)2]] · | [2+[(5,3,3,3)]] · | [2+[(5,3,4,3)]] ·        | [(2,2)+[(5,3)2]] · |        |        |

### Паракомпактні гіперболічні 3-просторові розв'язки

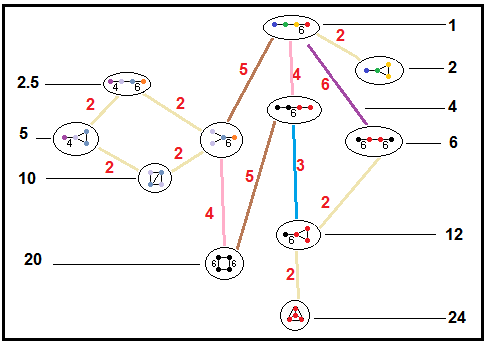
Співвідношення підгруп паракомпактних гіперболічних тетраедрів Ґурси. Підгрупи порядку 2 представляють поділ навпіл тетраедра Ґурси площиною дзеркальної симетрії

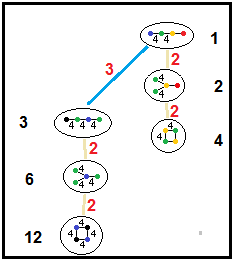

Розв'язки щільності 1:
| Тип графа                  | Лінійні графи              | Лінійні графи                | Лінійні графи            | Лінійні графи                   | Лінійні графи            | Лінійні графи            | Лінійні графи            |                              |
| -------------------------- | -------------------------- | ---------------------------- | ------------------------ | ------------------------------- | ------------------------ | ------------------------ | ------------------------ | ---------------------------- |
| Група Коксетера і діаграма | [6,3,3] ·                  | [3,6,3] ·                    | [6,3,4] ·                | [6,3,5] ·                       | [6,3,6] ·                | [4,4,3] ·                | [4,4,4] ·                |                              |
| Симетрія тетраедра         | [ ]+ (порядок 1)           | [2]+ (порядок 2)             | [ ]+ (порядок 1)         | [ ]+ (порядок 1)                | [2]+ (порядок 2)         | [ ]+ (порядок 1)         | [2]+ (порядок 2)         |                              |
| Розширена симетрія         | [6,3,3] ·                  | [2+[3,6,3]] ·                | [6,3,4] ·                | [6,3,5] ·                       | [2+[6,3,6]] ·            | [4,4,3] ·                | [2+[4,4,4]] ·            |                              |
| Тип графа                  | Кільцеві графи             | Кільцеві графи               | Кільцеві графи           | Кільцеві графи                  | Кільцеві графи           | Кільцеві графи           | Кільцеві графи           | Кільцеві графи               |
| Група Коксетера і діаграма | [3[ ]×[ ]] ·               | [(4,4,3,3)] ·                | [(43,3)] ·               | [4[4]] ·                        | [(6,33)] ·               | [(6,3,4,3)] ·            | [(6,3,5,3)] ·            | [(6,3)[2]] ·                 |
| Симетрія тетраедра         | [2] (порядок 4)            | [ ] (порядок 2)              | [2]+ (порядок 2)         | [2+,4] (порядок 8)              | [2]+ (порядок 2)         | [2]+ (порядок 2)         | [2]+ (порядок 2)         | [2,2]+ (порядок 4)           |
| Розширена симетрія         | [2[3[ ]×[ ]]] · =[6,3,4] · | [1[(4,4,3,3)]] · =[3,41,1] · | [2+[(43,3)]] ·           | [(2+,4)[4[4]]] · =[2+[4,4,4]] · | [2+[(6,33)]] ·           | [2+[(6,3,4,3)]] ·        | [2+[(6,3,5,3)]] ·        | [(2,2)+[(6,3)[2]]] ·         |
| Тип графа                  | Трилистий                  | Трилистий                    | Трилистий                | Кільце з хвостом                | Кільце з хвостом         | Кільце з хвостом         | Кільце з хвостом         | Симплексний                  |
| Група Коксетера і діаграма | [6,31,1] ·                 | [3,41,1] ·                   | [41,1,1] ·               | [3,3[3]] ·                      | [4,3[3]] ·               | [5,3[3]] ·               | [6,3[3]] ·               | [3[3,3]] ·                   |
| Симетрія тетраедра         | [ ] (порядок 2)            | [ ] (порядок 2)              | [3] (порядок 6)          | [ ] (порядок 2)                 | [ ] (порядок 2)          | [ ] (порядок 2)          | [ ] (порядок 2)          | [3,3] (порядок 24)           |
| Розширена симетрія         | [1[6,31,1]] · =[6,3,4] ·   | [1[3,41,1]] · =[3,4,4] ·     | [3[41,1,1]] · =[4,4,3] · | [1[3,3[3]]] · =[3,3,6] ·        | [1[4,3[3]]] · =[4,3,6] · | [1[5,3[3]]] · =[5,3,6] · | [1[6,3[3]]] · =[6,3,6] · | [(3,3)[3[3,3]]] · =[6,3,3] · |

## Раціональні розв'язки
Існують сотні раціональних розв'язків для 3-сфери, зокрема 6 лінійних графів, які генерують 4-політопи Шлефлі — Гесса, та 11 нелінійних від Коксетера:
| Лінійні графи 1. Щільність 4: [3,5,5/2] 2. Щільність 6: [5,5/2,5] 3. Щільність 20: [5,3,5/2] 4. Щільність 66: [5/2,5,5/2] 5. Щільність 76: [5,5/2,3] 6. Щільність 191: [3,3,5/2] | Графи «кільце з хвостом»: 1. Щільність 2: 2. Щільність 3: 3. Щільність 5: 4. Щільність 8: 5. Щільність 9: 6. Щільність 14: 7. Щільність 26: 8. Щільність 30: 9. Щільність 39: 10. Щільність 46: 11. Щільність 115: |

Загалом існує 59 спорадичних тетраедрів із раціональними кутами та 2 нескінченні сімейства.